# 直到破坏了丈夫的家庭
《直到破坏了丈夫的家庭》是一部由赤石真菜创作的日本漫画。2023年10月5日起通过HykeComic连载。主要讲述了女主偶然发现丈夫的不忠后对他和他的小三进行报复的故事。。
改编自该漫画的同名电视剧于2024年7月至9月在东京电视台「Drama premiere 23」的时段播出，由松本真理香主演。

## 电视剧

### 登場人物

#### 主要人物
- 如月實里（如月みのり）：松本真理香[3]
- 如月勇大：竹財輝之助
- 三宅理子：野波麻帆（日语：野波麻帆）
- 三宅涉：野村康太

#### 周邊人物
- 如月裕美：麻生祐未
- 如月翼：湯本晴
- 堀紗良：太田莉菜（日语：太田莉菜）
- 武藤花音：田中美久
- 楠木一郎：太田将熙
- 松崎和歌子：中島百依子（日语：中島百依子）